# Sex and Violence
Sex and Violence – ostatni studyjny album grupy Boogie Down Productions.

## Lista utworów
1. "The Original Way"
2. "Duck Down"
3. "Drug Dealer"
4. "Like A Throttle"
5. "Build And Destroy"
6. "Ruff Ruff"  (gościnnie Freddie Foxxx)
7. "13 And Good"
8. "Poisonous Products"
9. "Questions And Answers"
10. "Say Gal"
11. "We In There"
12. "Sex And Violence"
13. "How Not To Get Jerked"
14. "Who Are The Pimps?"
15. "The Real Holy Place"